# Рабочий посёлок Тоншаево
Городское поселение Рабочий посёлок Тоншаево — муниципальное образование в Тоншаевском районе Нижегородской области.
Административный центр — рабочий посёлок Тоншаево.

## История
Городское поселение рабочий посёлок Тоншаево образовано законом Нижегородской области от 15 июня 2004 года № 60-З «О наделении муниципальных образований — городов, рабочих посёлков и сельсоветов Нижегородской области статусом городского, сельского поселения», установлены статус и границы муниципального образования.

## Население
| 2002  | 2008  | 2009  | 2010  | 2011  | 2012  | 2013  |
| ----- | ----- | ----- | ----- | ----- | ----- | ----- |
| 5198  | ↘4465 | ↗4513 | ↗5331 | ↘5307 | ↘5264 | ↘5208 |
| 2014  | 2015  | 2016  | 2017  | 2018  | 2019  | 2020  |
| ↘5191 | ↗5193 | ↗5222 | ↗5279 | ↘5256 | ↘5226 | ↘5197 |

## Состав городского поселения
| №  | Населённый пункт        | Тип населённого пункта                  | Население |
| -- | ----------------------- | --------------------------------------- | --------- |
| 1  | Большие Луги            | деревня                                 | ↘6        |
| 2  | Большой Лом             | деревня                                 | ↘30       |
| 3  | Вича                    | деревня                                 | ↘6        |
| 4  | Зотово                  | деревня                                 | ↘8        |
| 5  | Кировский               | посёлок                                 | ↗257      |
| 6  | Красное Александровское | деревня                                 | →2        |
| 7  | Куженер                 | деревня                                 | →55       |
| 8  | Лопатино                | деревня                                 | ↗45       |
| 9  | Малое Тоншаево          | деревня                                 | ↗102      |
| 10 | Малые Луги              | деревня                                 | ↘38       |
| 11 | Ошары                   | деревня                                 | ↘194      |
| 12 | Средние Луги            | деревня                                 | ↘6        |
| 13 | Тоншаево                | рабочий посёлок, административный центр | ↘4397     |
| 14 | Трифоново               | деревня                                 | →9        |
| 15 | Фирстово                | деревня                                 | ↘2        |
| 16 | Юленурка                | деревня                                 | →1        |